# Zurück aufs Eis
Zurück aufs Eis ist eine deutsche Tragikomödie von Hanno Olderdissen aus dem Jahr 2022. Der Film wurde am 18. November 2022 im Abendprogramm des Ersten im Rahmen der Reihe Endlich Freitag im Ersten ausgestrahlt.

## Handlung
Die alleinerziehende Polizistin Maren Brand lebt mit ihrer Tochter Amelie in Bad Tölz. Vor acht Jahren hat ihr ihre vormals beste Freundin Heike den Mann ausgespannt, Maren hat sich danach primär um die Erziehung der gemeinsamen Tochter gekümmert, zu der sie ein sehr gutes Verhältnis hat. Als Amelie jetzt mit Beginn des Studiums in die Wohngemeinschaft ihres neuen Freunds Erik nach München zieht und Maren allein in der Wohnung zurücklässt, trübt dies merklich ihre Stimmung. Die vertrauten Gespräche mit Amelie fehlen, der tägliche Streifendienst mit Kollege Bernhard ist eine verbleibende Konstante. Mit diesem wird sie zu einem Beziehungsstreit gerufen, wo Bernhard vermutet, dass der Mann seine Frau schlägt. Maren ist davon nicht überzeugt, da sie in seinen Erzählungen des Mannes, den sie wiederholt bei ihrem Stammimbiss trifft, Widersprüche entdeckt.
Die Freundschaft zu Tochter Amelie verändert sich, manch gut gemeinter Rat oder ein Geschenk der Mutter wird von Amelie als Einmischung in ihr Leben verstanden. Dass Amelie ihren Geburtstag mit Erik in Paris feiern möchte und nicht mit ihrer Mutter, ärgert Maren sehr. Als sie sich mit einem Mitbewohner Amelies betrinkt und es daraufhin zu einem Streit mit Amelie kommt, wirft die Tochter der Mutter vor, sie würde aus Bequemlichkeit die Schuld immer auf andere schieben. Maren lässt sich am nächsten Tag auf eine Affäre mit ihrem Arzt Dr. Huber ein und ist glücklich darüber, sich mal wieder auf etwas Unerwartetes eingelassen zu haben. Mit ihm geht sie sogar zum Curling, wo Heike mit ihrem Team ums Weiterkommen kämpft. Als eine Spielerin ausfällt, spielt Maren wie in früheren Zeiten mit, doch das Team scheidet mit einem Sturz Marens aus. Als Heike später das Gespräch sucht, wiegelt Maren ab.
Bernhard hat mittlerweile herausgefunden, dass Marens Vermutungen wegen des Beziehungsstreits stimmten und der Mann das eigentliche Opfer der häuslichen Gewalt ist. In einem Gespräch kann er den Mann überzeugen, eine Paartherapie aufzusuchen, wie es Maren bereits empfohlen hatte. In einem Gespräch mit Huber wird Maren plötzlich klar, dass eigentlich Bernhard ihr bester Freund ist. Sie spricht sich mit Erik aus, gibt Heike eine Chance, ihre Freundschaft wieder in den Griff zu bekommen, und versöhnt sich wieder mit Amelie. Schließlich bittet sie Bernhard, mit ihr nach Paris zu fahren, dieser möchte aber nicht die Rolle des Trösters einnehmen. Erst als Maren, die seit jeher den Dienstwagen fährt, ihm das Steuer anbietet und mit ihren Gewohnheiten bricht, ändert er seine Meinung.

## Produktion
Der Film wurde vom 23. Februar bis zum 23. März 2021 in Bad Tölz, München und Füssen gedreht.

## Soundtrack
Für den Soundtrack wurden unter anderem folgende Songs verwendet:
- Feist (1234)
- Florence & The Machine (Long & Lost)
- Miss Li (I Can’t Get You Off My Mind)
- Gloria Gaynor (I Will Survive)
- Annie Lennox (I Put A Spell On You)
- Blondie (Call Me)
- Ane Brun (You’ll Never Walk Alone)

## Rezeption

### Kritiken
Das Lexikon des internationalen Films beschreibt den Film als eine „[l]eicht gestimmte Fernsehkomödie, die auch dramatische und romantische Momente kennt.“
Tilmann P. Gangloff gibt dem Film in seiner Besprechung bei tittelbach.tv insgesamt 4,5 von 6 Sternen. Der Film biete mehr als die Folgen des Empty-Nest-Syndroms, vieles entwickele sich anders als erwartet, die Charaktere seien komplex geschaffen. Der Titel sei als Metapher zu verstehen, denn der Curling-Sport spiele eher eine untergeordnete Rolle. Das Ensemble sei gut, wobei Inka Friedrich als Hauptfigur ihr Spielmaterial weidlich auskoste. Man habe hier einen Genremix aus Drama, Romanze und Komödie, wobei insbesondere die Dialoge „ganz wunderbar“ seien, insbesondere die zwischen Friedrich und Zinner. Die Musik und der Soundtrack mit den unterschiedlichen weiblichen Stimmen würden für das „richtige flotte Tempo“ sorgen.
Oliver Armknecht gibt dem Film in seiner Kritik auf film-rezensionen.de insgesamt 6 von 10 Punkten. Der Film betrachte das gefürchtete Empty-Nest-Syndrom und wie sich die Hauptfigur nicht von ihrer Tochter lösen könne. Der Fernsehsender habe, wie so oft bei ARD-Freitagabend-Filmen, den Film als Komödie ausgewiesen, die Genrezuschreibung solle man hier allerdings nicht so ernst nehmen. Es sei hingegen ganz angenehm, dass nicht krampfhaft versucht werde, mehr aus dem Szenario zu machen. Auch wenn der Film relativ lebensnah herüberkomme, seien nicht alle Handlungen nachvollziehbar, beispielsweise die supergesunde Ernährung von Amelies Freund. Armknecht kritisiert, dass es dem Film nicht gelinge, den Handlungsstrang um die mutmaßlich häusliche Gewalt richtig zu integrieren. Er habe das Gefühl, es seien zwei Drehbücher ins eins umgewandelt worden. Insgesamt nicht mehr als ein solider Film.

### Einschaltquoten
Die Erstausstrahlung des Films am 18. November 2022 wurde in Deutschland 3,03 Millionen Zuschauern gesehen und erreichte so einen Marktanteil von 11,5 % für Das Erste.